# Castell d'Hostoles
El castell d'Hostoles és un castell roquer, edificació dels segles ix-x, del qual només queden ruïnes. Està situat a la vall d'Hostoles, a cavall dels termes municipals de Les Planes d'Hostoles i Sant Feliu de Pallerols, al vessant esquerre del riu Brugent, antigament anomenat Amera.

## Història
A començaments del segle xi era situat al comtat de Girona, tot i que en algun moment fou infeudat al comte de Besalú, Bernat Tallaferro. L'any 1015, el castlà era Mir d'Hostoles qui, el 1017, feu homenatge al comte de Barcelona, el seu senyor eminent. El fill de Mir, Enees Mir, segons consta en el Liber feudorum maior, jurà fidelitat al comte Ramon Berenguer I i a la comtessa Almodis per ipso castro de Ostoles. En aquest mateix segle, anys 1061 i 1066, apareix en documents el mateix castlà Enees i, a finals de segle, un nou membre de la família, Galceran d'Hostoles, que es troba en el jurament de fidelitat dels nobles del comtat de Besalú retut a Bernat II comte de Besalú. La senyoria del castell passà a mans del dàpifer Guillem Ramon I, qui el llegà al seu fill Ot el 1120, si bé la castlania continuaria en mans dels hereus de Mir d'Hostoles. El 1212, Dolça d'Hostoles es casà amb Galceran de Cartellà, important senyor del comtat de Girona, i fou senyora del castell fins al 1225, moment en què apareix com a senyor el seu fill, Guillem Galceran, qui, segons F. Montsalvatge, ho fou fins al 1290.
Segons un document fet fer pel rei Jaume I, el 1259 s'esdevingueren enfrontaments a Hostoles en els quals hi participà l'infant Pere, que motivaren saqueigs al castell. El poder dels senyors que posseïen Hostoles augmentà amb el matrimoni de Guillem Galceran de Cartellàamb Blanca de Creixell. Els seus abusos els comportaren la separació del benefici de pau i treva i l'excomunió. No obstant, el 1285 el senyor d'Hostoles lluità a favor del rei català contra els croats francesos de Felip l'Ardit. Més endavant, el castell d'Hostoles fou heretat per Beatriu de Serrallonga i, pel matrimoni d'aquesta amb el vescomte Dalmau de Rocabertí el 1313, passà al gran patrimoni dels Rocabertí. Segons documentació de l'any 1319, la capella del castell era dedicada a Sant Guerau.
Després de 1445, el castell d'Hostoles depenia de Dalmau de Rocabertí, el qual, durant la guerra civil catalana (1462-1472), milità en el partit joanista. Fou ocupat pels remences el març de 1463. El 1471, castell i terme restaren incorporats a la corona per decisió de Joan II. El 1474 passà al cabdill remença Francesc de Verntallat, que rebé el títol de vescomte d'Hostoles. L'any 1488, després de la sentència de Guadalupe (1486), el castell tornà a la Corona.
Recentment ha estat consolidat, ja que es trobava en molt mal estat de conservació.

## Descripció
En la seva estructura, la fortalesa presenta tres recintes diferents, fruit de diverses etapes històriques. En el primer recinte, la fortificació més antiga, destaca una torre de l'homenatge, inicialment de planta circular, però actualment semicircular, potser a conseqüència dels terratrèmols del segle xv. Un segon element és la cisterna de planta rectangular, situada als peus de la torre, que originalment anava coberta amb una volta de pedra i opus signinum, que la feia impermeable. Al davant, es troben les restes d'un edifici de planta rectangular, al qual s'accedia mitjançant unes escales semicirculars (afegides possiblement al segle xiv). Probablement, aquí és on se situava la residència del senyor que devia tenir una o dues plantes superiors. Al nord hi ha una sala de planta rectangular i allargassada, que devia tenir una funció productiva, ja que s'hi ha localitzat una mola de molí. Tot aquest sector es troba tancat per uns grans murs situats. Aquest primer recinte es pot datar entre els segles xi i xv, tot i que s'observen algunes preexistències anteriors a nivell inferior dels murs.
Un segon recinte comunicava amb el primer mitjançant una escala de pedra tallada a la roca mare, que encara es conserva. De planta rectangular, s'hi destaca, a l'oest, una mena de torre o sala rectangular amb espitlleres al seus murs. Amb aquest element s'aconseguia un sistema de defensa que obligava a l'enemic a vorejar un estret camí en ziga-zaga, entre el pendent i la torre, oferint el seu costat dret —que no quedava cobert per l'escut— als defensors. Els paraments dels murs d'aquest segon recinte tenen, a les parts baixes, filades que es poden situar en els segles xii i xiii, mentre que les parts altes semblen haver estat refetes posteriorment. (segles xiv i xv). Els materials utilitzats provenen de la base de la penya.
Unes desenes de metres més avall, hi ha un tercer recinte, probablement datat entre els segles xiv i xv, que barrava el pas i creava un pati d'armes. Annex a aquest tercer recinte hi ha una gran cisterna força ben conservada, encara coberta amb una volta apuntada. Les restes de la capella advocada a Sant Guerau no han estat localitzades encara.